# Sör-Abborrtjärnen
Sör-Abborrtjärnen är en sjö i Bodens kommun i Norrbotten och ingår i Råneälvens huvudavrinningsområde.